# Carola Schnell
Carola Schnell (Wiesbaden, 16 maart 1989) is een Duitse actrice. 
Ze verkreeg bekendheid in 2012 door haar rol als Fenja Winter in de Duitse telenovela Rote Rosen. Nadien volgde ook haar rol als Anna Jung in de Nickelodeon-Studio 100 televisieserie Hotel 13.

## Televisieseries
- 2011: Alarm für Cobra 11 - Die Autobahnpolizei (televisieserie, aflevering 17x02)
- 2011: Ausreichend (korte film)
- 2012: Rote Rosen (televisieserie, aflevering 1201–1220)
- 2012: Der Staatsanwalt (televisieserie, aflevering 7x02)
- 2012: Hotel 13 (televisieserie, 176 afleveringen)
- 2015: Bettys Diagnose (televisieserie, aflevering 4x01)

## Theater
- 2011: Drachengasse 13
- 2011: Helden!
- 2012: Frühlings Erwachen
- 2013: Wie der kleine Löwe Kunibert das Brüllen lernte

- Gemeinsame Normdatei: 1061935485
- Virtual International Authority File: 311670983
- WorldCat: E39PBJj4xjchV9fwWm66VmXKh3